# Heiligdom van Bom Jesus do Congonhas
Het Heiligdom van Bom Jesus do Congonhas (Santuário do Bom Jesus de Matosinhos) is een UNESCO werelderfgoed (zie: werelderfgoedlijst) sinds 1985. Het is te vinden in Congonhas, in de zuidoostelijke staat Minas Gerais in Brazilië.
Het Heiligdom bestaat uit een groep van drie verschillende monumenten:
- De kerk van de goede Jezus (1772)
- De trap met de twaalf standbeelden van profeten uit het Oude Testament (1800-1805): Jesaja, Jeremia, Baruch, Ezechiël, Daniël, Hosea, Joel, Obadja, Amos, Jona, Nahum en Habakuk
- De zes kapellen met daarin de zeven staties van de kruisweg (1796-1800)

Aleijadinho, de kleine kreupele, was de meester-beeldhouwer van de 12 zeepsteen sculpturen die het monument haar roem geven.